# 2855 Bastian
2855 Bastian eller 1931 TB2 är en asteroid i huvudbältet, som upptäcktes 10 oktober 1931 av den tyske astronomen Karl Wilhelm Reinmuth i Heidelberg. Den har fått sitt namn efter Ulrich Bastian.
Asteroiden har en diameter på ungefär 9 kilometer.